# Parlamentswahlen im Treuhandgebiet Pazifische Inseln 1972
Die Parlamentswahlen im Treuhandgebiet Pazifische Inseln 1972 (Parliamentary elections) wurden am 7. November 1972 im Treuhandgebiet Pazifische Inseln durchgeführt.

## Wahlsystem
Das Zweikammersystem des Congress bestand aus einem Senat mit 12-Mitgliedern mit jeweils zwei Mitgliedern aus jedem der sechs Distrikte und einem House of Representatives mit 21 Mitgliedern mit Sitzen proportional zur Bevölkerung jedes Distrikts – Fünf von Truk, vier von den Marshallinseln und Ponape, drei von den Nördlichen Marianen und Palau und zwei von Yap.
Wahlen wurden alle zwei Jahre im November von geradzahligen Jahren durchgeführt für alle Mitglieder des House of Representatives und die Hälfte des Senats (ein Mitglied aus jedem Distrikt).

## Ergebnisse

### Senat
| Wahlbezirk                        | Abgeordneter     | Anmerkungen         |
| --------------------------------- | ---------------- | ------------------- |
| Marianas                          | Olympio T. Borja | wiedergewählt       |
| Marshalls                         | Wilfred Kendall  |                     |
| Palau                             | Lazarus Salii    | wiedergewählt       |
| Ponape                            | Bailey Olter     | wiedergewählt       |
| Truk                              | Tosiwo Nakayama  | wiedergewählt       |
| Yap                               | John Mangefel    | früher Abgeordneter |
| Source: Highlights (google books) |                  |                     |

### Repräsentantenhaus
| District                          | Wahlkreis     | Abgeordneter             | Anmerkungen   |
| --------------------------------- | ------------- | ------------------------ | ------------- |
| Marianas                          | 1st District  | Felipe Atalig            | wiedergewählt |
| Marianas                          | 2nd District  | Pedro Pangelinan Tenorio |               |
| Marianas                          | 3rd District  | Herman Q. Guerrero       | wiedergewählt |
| Marshalls                         | 4th District  | Charles Domnick          | wiedergewählt |
| Marshalls                         | 5th District  | John Heine               |               |
| Marshalls                         | 6th District  | Ekpap Silk               | wiedergewählt |
| Marshalls                         | 7th District  | Ataji Balos              | wiedergewählt |
| Palau                             | 8th District  | Timothy Olkeriil         | wiedergewählt |
| Palau                             | 9th District  | Polycarp Basilius        | wiedergewählt |
| Palau                             | 10th District | Tarkong Pedro            | wiedergewählt |
| Ponape                            | 11th District | Joab Sigrah              | wiedergewählt |
| Ponape                            | 12th District | Bethwel Henry            | wiedergewählt |
| Ponape                            | 13th District | Resio Moses              |               |
| Ponape                            | 14th District | Sungiwo Hadley           |               |
| Truk                              | 15th District | Raymond Setik            | wiedergewählt |
| Truk                              | 16th District | Sasauo Haruo             | wiedergewählt |
| Truk                              | 17th District | Endy Dois                | wiedergewählt |
| Truk                              | 18th District | Masao Nakayama           | wiedergewählt |
| Truk                              | 19th District | Machime O’Sonis          |               |
| Yap                               | 20th District | Luke M. Tman             |               |
| Yap                               | 21st District | John N. Rugulimar        | wiedergewählt |
| Source: Highlights (google books) |               |                          |               |

## Nachwirkungen
Nach den Wahlen wurde Tosiwo Nakayama Präsident des Senats, während Bethwel Henry erneut Speaker of the House of Representatives wurde.